# بالاجوب (نهاوند)
 بالاجوب (نهاوند)، روستایی از توابع بخش زرین‌دشت شهرستان نهاوند در استان همدان ایران است.

## جمعیت
این روستا در دهستان گرین قرار دارد و براساس سرشماری مرکز آمار ایران در سال ۱۳۹۵، جمعیت آن ۳۵۸ نفر (۹۸خانوار) بوده‌است.